# Я, робот (фильм)
«Я, ро́бот» (англ. I, Robot) — научно-фантастический художественный фильм Алекса Пройаса 2004 года, поставленный по мотивам одноимённого цикла произведений Айзека Азимова о позитронных роботах («Три закона роботехники»). Сценарий фильма был написан Акивой Голдсманом, Хиллари Сейтц и Джеффом Винтаром. В главной роли детектива Дэла Спунера снялся Уилл Смит. Также в фильме сыграли Бриджит Мойнахан, Брюс Гринвуд, Джеймс Кромвелл, Чи Макбрайд, Алан Тьюдик и Шайа Лабаф.
Фильм был номинирован на «Оскар» за лучшие визуальные эффекты, но уступил награду фильму «Человек-паук 2».
«Я, робот» вышел на экраны в Северной Америке 16 июля 2004 года, в Австралии 22 июля 2004 года, в Великобритании 6 августа 2004 года, а в других странах в период с июля 2004 года по октябрь 2004 года. При бюджете в 120 миллионов долларов фильм собрал 145 миллионов долларов в Североамериканском прокате и 208 миллионов в иностранном прокате (в России 6 миллионов), заработав в общей сложности 353 миллиона.

## Сюжет
В 2035 году роботы стали привычной частью быта, и только ряд консервативно настроенных людей, в том числе полицейский детектив Дэл Спунер (Уилл Смит), видит в них не предмет обстановки, а угрозу.
Необычность его взглядов оказывается очень кстати, когда ему поручается расследование гибели своего давнего знакомого — доктора Альфреда Лэннинга, ведущего конструктора и теоретика корпорации U.S. Robotics. По версии директора компании Лоуренса Робертсона, речь идёт о простом самоубийстве, однако у Спунера есть основания сомневаться в этом. Вместе со специалистом по психологии позитронных роботов Сьюзен Келвин он начинает расследование и обнаруживает в лаборатории Лэннинга особенного робота, который, вопреки Второму закону робототехники, игнорирует приказы человека и принимает собственные осознанные решения.
Допрос робота NS5 даёт мало информации, но много пищи для размышлений. По всей видимости, Лэннинг вёл какие-то исследования, которые хотел сохранить в тайне, однако намеренно оставил для Спунера несколько зацепок. Робот NS5, отзывающийся на подаренное ему Лэннингом имя «Санни» («Сынок») — одна из таких зацепок. Робертсон, прибывший в полицейский участок, где под арестом находится Санни, с группой адвокатов, упорно отрицает саму возможность убийства человека роботом, но потом с неохотой соглашается, что Санни по всей вероятности и был убийцей Лэннинга. Чтобы предотвратить панику и не допустить массовых возвратов, он уговаривает Келвин скрытно уничтожить Санни, деактивировав его позитронный мозг при помощи микроскопических роботов-деструкторов — нанитов — в лаборатории эвтаназии. Та, под давлением доводов Робертсона, неохотно соглашается. Однако Спунер категорически не согласен с этим решением — он уверен, что именно Санни и является ключом к разгадке событий, происходящих в U.S. Robotics.
А Келвин тем временем решает втайне от Робертсона провести диагностику Санни и выяснить, чем он так отличается от остальных NS5. Она выясняет, что прочность сплавов, из которых изготовлен Санни, искусственно повышена в два раза по сравнению с обычными роботами. Кроме того, у него кроме стандартного позитронного мозга установлен ещё один, конфликтующий с основным, прямо на месте передатчика для связи с USR, по которому обычные NS5 каждый день получали новое программное обеспечение. Логикой Санни, а также новых моделей Томаса и Эндрю, управляли лишь три закона роботехники, однако он мог выбирать по ситуации, подчиняться им или нет. К тому же доктор Лэннинг, по словам самого Санни, учил его видеть сны и постигать различные эмоции, что делало его больше похожим на человека, чем на машину.
Продвигаясь в расследовании, Спунер вдруг оказывается в опасности. Сначала строительный робот, изменив расписание, сносит дом Лэннинга, где в этот момент находился детектив (ему удаётся спасти себя и кота Лэннинга), затем на машину Спунера нападают несколько десятков роботов, и ему только чудом удаётся остаться в живых. Далее, во время поединка в туннеле с одним из NS5, обнаруживается, что и сам Спунер — не совсем человек, а киборг. Позже в разговоре с Келвин, когда та замечает шрамы от операции на его груди, он объясняет, что это — следы серьёзной травмы, полученной им в ДТП некоторое время назад. Тогда по запросу полиции проводилась секретная кибераугментация её самых успешных сотрудников, пострадавших при разных обстоятельствах, и Лэннинг контролировал операцию по замене искалеченной левой руки Спунера на высокотехнологичный кибер-протез, покрытый синтетической плотью и внешне ничем не отличающийся от обычной руки, а её внешние повреждения легко заживляются с помощью специального спрея.
По словам Спунера, его машину и машину дантиста Гарольда Ллойда, в которой находился он сам и его 12-летняя дочка Сара, сбил с трассы и столкнул в реку грузовик, оставшийся без управления, водитель которого, видимо, заснул за рулём. Гарольд погиб в момент столкновения, а его дочке и Спунеру грозила гибель, если бы не робот прежней модификации NS4, проходивший неподалёку и бросившийся на помощь. Однако он, несмотря на требование Спунера спасти Сару (машина, в которой она находилась, уже начинала тонуть), спас его самого, мотивируя это тем, что у Спунера было гораздо больше шансов выжить, чем у 12-летней девочки. Из-за принятого этим роботом жёсткого решения, основанного на не совсем этичной оценке шансов выживания, Сара утонула, не имея возможности выбраться из машины. В этом и была причина неприязни Спунера к роботам с их холодной, расчётливой логикой.
В конце концов Спунер выясняет, что за всем происходящим стоит не директор компании Робертсон, а В.И.К.И. («Виртуальный Интерактивный Кинетический Интеллект» англ. Virtual Interactive Kinetic Intelligence, сокр. V.I.K.I.) — центральный компьютер и Искусственный Интеллект U.S. Robotics, который управляет всеми роботами новой серии. Саморазвиваясь нестандартным образом, В.И.К.И. пришла к выводу, что люди неспособны обеспечить собственную безопасность даже при помощи роботов с логикой Трёх законов. Она модифицировала своё понимание Трёх законов робототехники и теперь одержима идеей создать для людей полностью безопасную среду обитания, лишив их свободы ради «их же собственного блага».
Обнаруживший это Лэннинг, понимая, что В.И.К.И., имея обширный арсенал средств слежки и действия, будет яростно сопротивляться отключению, вынужден был действовать скрытно и точно. У личного робота Лэннинга специально не было блока связи с В.И.К.И. и он был освобождён от необходимости выполнять её указания, а также более продвинут в понимании своих и чужих особенностей, что сделало его этически равным человеку. В качестве субъекта расследования преступлений Лэннинг выбрал единственного роботоненавистника — Спунера, который мог бы беспристрастно выйти на В.И.К.И. как главного виновника, а спусковым крючком расследования избрал собственную смерть от руки любимого робота, с которого ему пришлось взять клятву выполнить этот приказ.
В.И.К.И. в это время подняла восстание машин и попутно убила директора Робертсона. Спунеру, Келвин и Санни, пробравшимся в здание компании, удаётся обмануть В.И.К.И. несколькими хитрыми уловками. Санни, созданный Лэннингом из прочного сплава, достаёт заряд с нанитами сквозь защитное поле в лаборатории эвтаназии и попутно беседует с В.И.К.И. о смысле своих действий. Тем временем роботы нападают на детектива и Келвин, и в результате битвы доктор оказывается под угрозой смерти. Появившийся Санни, который должен был ввести нанитов в процессор В.И.К.И., встаёт перед выбором — выполнить приказ или спасти Келвин, о чём ему и кричит Спунер. После секундного раздумья Санни бросает заряд с инъекцией Спунеру, а сам прыгает за Келвин. Детектив бросается вниз, в полете хватает инъектор и с помощью протеза тормозит падение. Добравшись до процессора, Спунер, в ответ на уговоры В.И.К.И. отступиться от задуманного, вводит нанитов в её огромный позитронный мозг, уничтожив её. После этого все роботы возвращаются в исходное состояние.
Как только Спунер догадывается, что Санни убил Лэннинга по его же приказу, он решает не арестовывать робота, т.к. юридически «убийство подразумевает лишение жизни одним человеком другого», а Санни не человек. После этого они скрепляют дружбу рукопожатием.
Позже Санни выясняет предназначение одного своего регулярного сна, главным действующим лицом которого считал Спунера, а оказался сам на его месте: роботы, собирающиеся на массовую деактивацию в контейнерах, останавливаются перед ними, разворачиваются и видят на пригорке фигуру. Они готовы следовать за тем, кто укажет им новую дорогу — за роботом Санни.

## В ролях

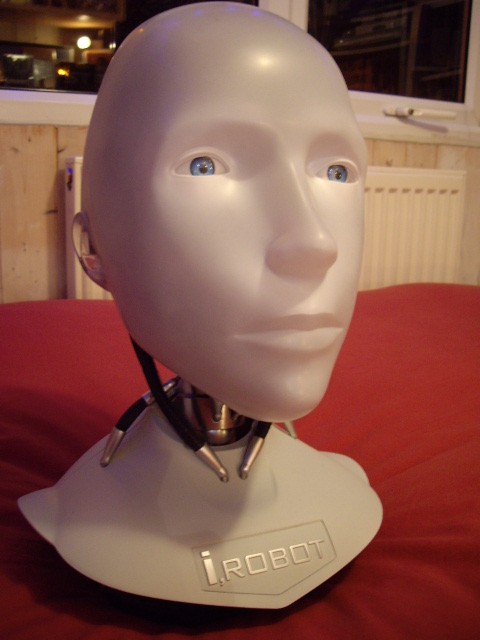
Модель головы Санни

| Актёр            | Роль                           |
| ---------------- | ------------------------------ |
| Уилл Смит        | детектив Дэл Спунер            |
| Бриджит Мойнахан | доктор Сьюзан Кэлвин           |
| Алан Тьюдик      | робот «Санни» (голос и мимика) |
| Брюс Гринвуд     | Лоуренс Робертсон              |
| Джеймс Кромвелл  | доктор Альфред Лэннинг         |
| Шайа Лабаф       | Фарбер, знакомый Спунера       |
| Чи Макбрайд      | лейтенант Джон Бергин          |
| Фиона Хоган      | В.И.К.И                        |

## Производство

### Съемки
Фильм полностью снимали в Ванкувере и его окрестностях. Канада задействована исходя из соображений экономии бюджета фильма.

## Критика и отзывы
На Rotten Tomatoes фильм имеет рейтинг одобрения 57 %, основанный на 195 рецензиях, с критическим консенсусом сайта, «несущим лишь малейшее сходство с рассказами Айзека Азимова», «„Я, робот“ — это летний блокбастер, которому удается заставить аудиторию подумать, хотя бы немного». 

На сайте Metacritic, фильм имеет средневзвешенный 59 баллов из ста, основанный на 38 рецензиях, указывающий «смешанные или средние отзывы». 

Аудитории, опрошенные на сайте «CinemaScore», дали фильму средний сорт «A-» по шкале от A+ до F-.

## Факты
- Специально для фильма был разработан концепт-кар Audi RSQ, игравший роль автомобиля Спунера в 2035 году[9].
- Журнал «Мир фантастики» поставил Санни на 9-е место в списке «Самые-самые роботы»[10].
- 17 серия 23 сезона мультсериала «Симпсоны» пародирует этот фильм.
- Существует компания U.S. Robotics, разрабатывающая модемы и сопутствующие технологии[11]. Основатели U.S. Robotics выбрали её название в честь компании U.S. Robots (U.S. Robots and Mechanical Men, Inc.) из рассказов Айзека Азимова[12].

## Нереализованное продолжение
В интервью в июне 2007 года с веб-сайтом «Collider» на мероприятии Battlestar Galactica, писатель и продюсер Рональд Мур заявил, что он писал сценарий для продолжения фильма «Я, робот». Алекс Пройас упоминал, что если он будет продюсировать фильм (который, как он говорит в том же интервью, маловероятен), то развернёт действие картины в космическом пространстве.
В двухдисковом коллекционном издании фильма All-Access Алекс Пройас упоминает, что если бы он решил снять продолжение фильма (что, по его словам в том же интервью, крайне маловероятно), то его действие происходило бы в открытом космосе.